# 임실초등학교
임실초등학교는 대한민국 전북특별자치도 임실군 임실읍 성가리에 있는 공립 초등학교이다.

## 학교 연혁
- 1911년 9월 10일 임실공립보통학교 개교
- 1938년 4월 1일 임실제일공립심상소학교로 개명[1]
- 1941년 4월 1일 임실동공립국민학교로 개명[2]
- 1942년 12월 20일 현 위치로 신축 이전
- 1946년 5월 31일 임실공립국민학교로 개명
- 1981년 3월 9일 병설유치원 개원
- 1991년 3월 1일 신정국민학교 통폐합
- 1994년 3월 1일 임실남분교장 통폐합
- 1996년 9월 1일 임실서초등학교 통폐합
- 1999년 3월 1일 학암분교장 통폐합
- 2017년 9월 1일 제30대 박민 교장 부임
- 2020년 2월 7일 제107회 졸업식(67명)
- 2020년 3월 1일 20학급 편성 (특수학급 1학급)

## 참고 자료
- 임실초등학교 - 한국교육학술정보원 학교알리미